# Anda (Pangasinan)
Anda ist eine Inselgemeinde bestehend aus der Insel Cabarruyan und einigen kleineren nahegelegenen Eilanden in der philippinischen Provinz Pangasinan, welche in der Nähe des Hundred Islands National Park liegt. Die Menschen von Anda sprechen hauptsächlich Bolinao. Derzeitiger Bürgermeister der Stadtgemeinde ist Nestor Pulido.

## Wirtschaft
Die Landwirtschaft und die Fischerei sind die wichtigsten Erwerbszweige der Einwohner. Doch auch der Tourismus schlägt hier erste Wurzeln. Die wirtschaftliche Lage hat sich besonders mit dem Bau einer Brücke zum Festland im Jahre 1992 verbessert.

## Baranggays
Anda ist in folgende 18 Baranggays aufgeteilt:
| - Awile - Awag - Batiarao - Cabungan - Carot - Dolaoan - Imbo - Macaleeng - Macandocandong | - Malong - Namagbagan - Poblacion - Roxas - Sablig - San Jose - Siapar - Tondol - Toritori |

## Persönlichkeiten
- Anthony Celino (* 1972), philippinisch-US-amerikanischer römisch-katholischer Geistlicher und Weihbischof in El Paso